# Alcithoe flemingi
Alcithoe flemingi là một loài ốc biển lớn, là động vật thân mềm chân bụng sống ở biển trong họ Volutidae, họ ốc dừa
.